# François Cacault
François Cacault (Nantes, 17 febbraio 1743 – Clisson, 10 ottobre 1805) è stato un diplomatico, politico e collezionista d'arte francese.

## Biografia

### Prime esperienze
C'è qualche dubbio sulla data di nascita di François Cacault. Sebbene le biografie dei contemporanei riportino come anno di nascita il 1742, Henri de Saint-Georges, che ha esaminato l'atto di nascita originale, ha trascritto la data del 17 febbraio 1743. Lo stesso atto di nascita inoltre conteneva un errore: certificava infatti la nascita di una bambina di nome Françoise; l'errore fu corretto molti anni dopo. Figlio di un ingegnere che aveva disegnato il piano urbanistico di Nantes ed era proprietario di una fabbrica di laterizi, François Cacault fece ottimi studi a Parigi. Nel 1764 fu nominato professore di fortificazioni all'École militaire di Parigi e nel 1766 fu nominato ispettore scolastico. Nel 1769 dovette tuttavia dimettersi e lasciare il paese a causa di un duello. Iniziò un periodo di viaggi che gli dettero comunque l'opportunità di frequentato gli ambienti artistici e letterari in numerosi paesi europei. Nel 1775 divenne segretario del maresciallo di Aubeterre, governatore della Bretagna, e lo seguì in Italia nel 1785.

### Il diplomatico

Firma del Trattato di Tolentino

Nel luglio 1788 entrò in diplomazia prestando servizio come incaricato d'affari ad interim  a Napoli, presso la Corte borbonica, per l'assenza temporanea dell'ambasciatore francese Louis-Marie-Anne de Talleyrand. Nel 1791 fu richiamato in Francia, accusato di aver protetto in Italia gli émigré, ma due anni dopo fu inviato nuovamente in missione diplomatica presso lo Stato della Chiesa in sostituzione di Ugo di Basseville, che era stato assassinato. In seguito ai disordini antifrancesi avvenuti a Roma nel 1793, non poté giungere nella capitale pontificia e si fermò a Firenze. Dalla Toscana Cacault si adoperò per vendere il patrimonio delle istituzioni francesi a Roma, gestendo la chiusura dell'Académie de France e il rimpatrio degli artisti francesi. Si adoperò inoltre con successo per staccare il Granducato di Toscana dalla coalizione antifrancese. Ministro di Francia a Genova, Cacault fece parte della delegazione diplomatica con l'incarico di trattare la resa dello Stato pontificio e fu il secondo firmatario francese, dopo Napoleone Bonaparte, del Trattato di Tolentino (19 febbraio 1797); nel febbraio 1798 fu nominato ambasciatore francese nella neonata Repubblica Romana.

### Il politico
Il 27 germile dell'anno VI (16 aprile 1798) Cacault fu eletto al Consiglio dei Cinquecento per la Loire-Inférieure. Il 18 brumaio (9 novembre 1799) Cacault fu vicino a Napoleone e il 4 nevoso dell'anno VIII (25 dicembre 1799) entrò nel Corpo legislativo come rappresentante del collegio della Loire-Inférieure. In seguito fu uno dei negoziatori a Roma del Concordato del 1801. Fu ancora ministro plenipotenziario a Roma dal 1802 al 1803, quando fu sostituito dal Fesch. Ritornò in Francia ritirandosi nella cittadina di Clisson la quale peraltro era rimasta pressoché distrutta nel XVIII secolo da alcune catastrofi naturali e dalle guerre di Vandea. Dietro commissione di Cacault, e secondo il piano regolatore predisposto dall'architetto Mathurin Crucy, la cittadina di Clisson venne ricostruita secondo lo stile architettonico degli edifici costruiti in Toscana nel XIV e XV secolo; la somiglianza con le cittadine dell'Italia centrale hanno fatto attribuire a Clisson l'epiteto di Italienne. Il 27 marzo 1804 François Cacault entrò nel Sénat conservateur.

### Il collezionista

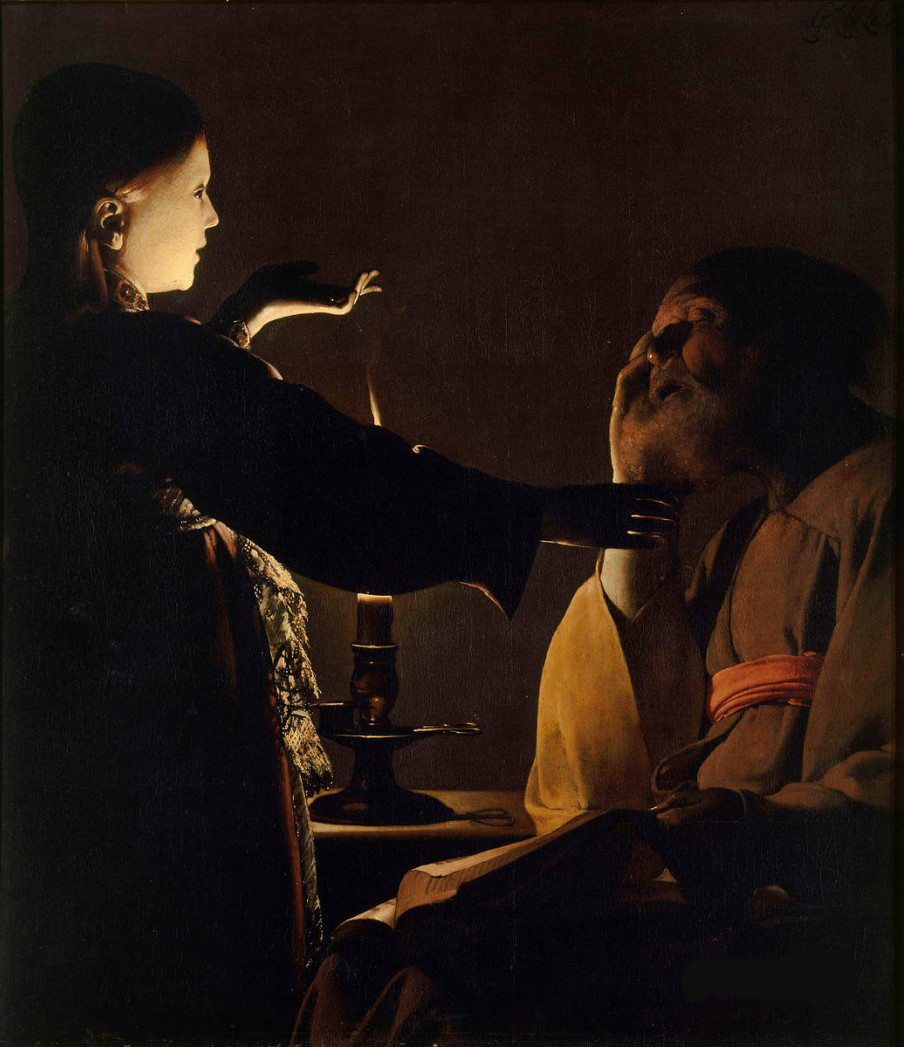
Georges de La Tour, LApparition de l'ange à Joseph, Musée des Beaux-Arts de Nantes

Amante delle arti e delle lettere (tradusse in francese diverse opere tedesche) Cacault acquistò in Italia oltre un migliaio di dipinti, più di 5.000 stampe, e una sessantina di sculture italiane dal XIV al XIX secolo. Come la maggior parte dei collezionisti contemporanei (Fesch, Fabre, Wicar) l'acquisto di molte opere in Italia fu reso possibile dalla loro disponibilità sul mercato dopo la soppressione di chiese e conventi da parte degli occupanti francesi. La maggior parte delle opere raccolte da Cacault furono acquistate dal mercante Corazzetto in piazza Navona, per lo più con la consulenza del fratello Pierre o di Jean-Baptiste Wicar; furono poi trasportate in Francia e custodite a Clisson in un museo aperto al pubblico fatto costruire dai due fratelli Cacault. Merito di Cacault fu quello di aver fatto conoscere i primitivi toscani del XIV secolo. Ritrovò fra gli altri anche tre quadri di Georges de La Tour (Le Vielleur, Le Reniement de Saint Pierre e L'Apparition de l'ange à Joseph) conservati attualmente, come gli altri, a Nantes.

### Epilogo

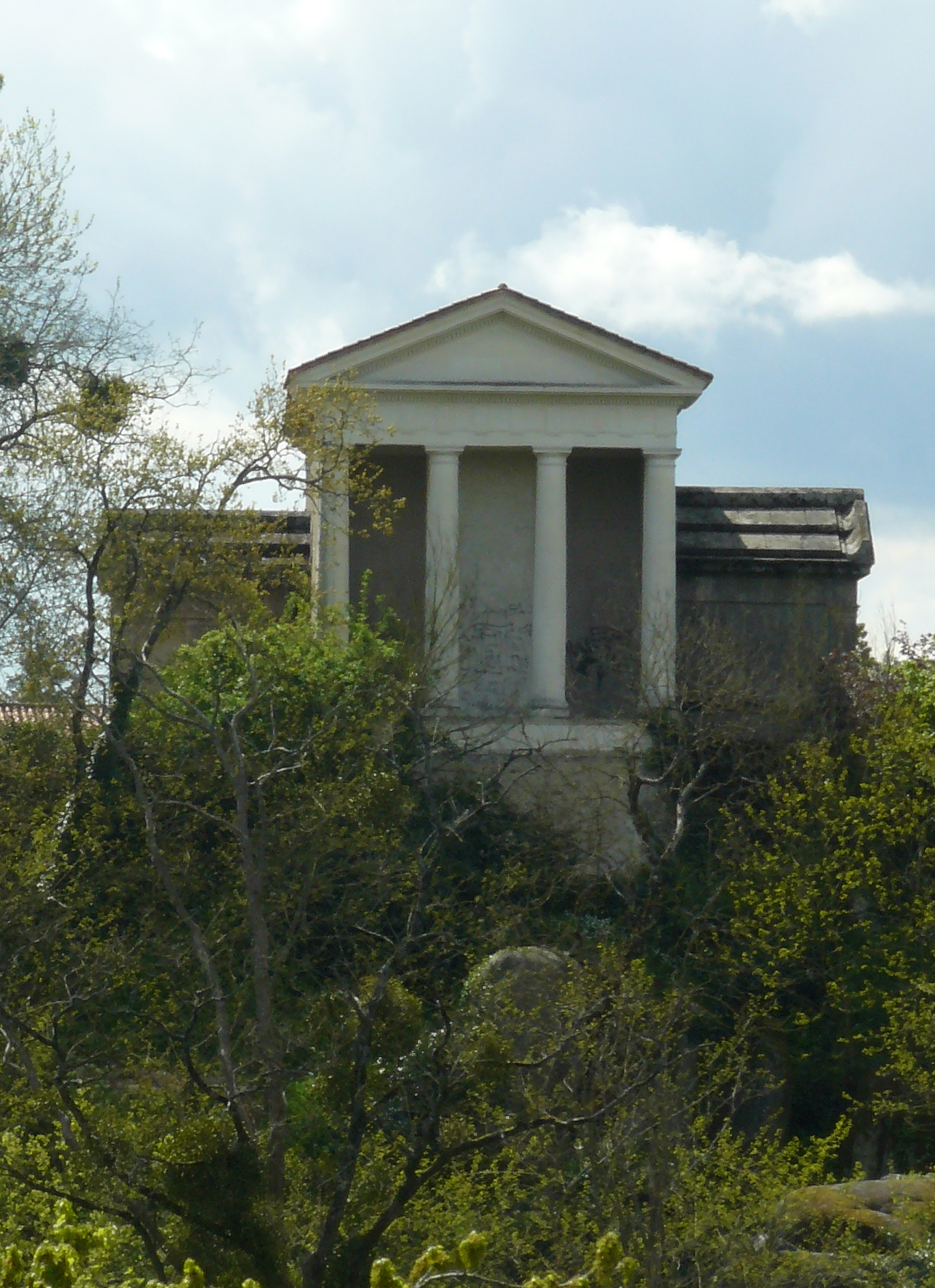
Clisson, Temple de l'Amitié

Dopo la morte di François, il fratello Pierre si trasferì a Nantes, nel cui museo finì anche la collezione di Clisson. Il figlio di François, Jean-Baptiste, generale di brigata e barone dell'Impero, morì in combattimento il 30 settembre 1813 a Torgau. Lo scultore François-Frédéric Lemot fece costruire a Clisson un edificio di stile greco («Temple de l'Amitié») nel quale avrebbero dovuto essere sepolti i due fratelli Cacault. I discendenti dei Cacault tuttavia si opposero; i fratelli Cacault sono seppelliti a Nantes, mentre le Temple de l'Amitié, dichiarato in Francia Monument historique, ospita le ceneri dello stesso Lemot.